# هارولد جاكسون
هارولد جاكسون هو لاعب هوكي الجليد كندي، ولد في 1 أغسطس 1918، وتوفي في 30 يناير 1997.

## وصلات خارجية
- هارولد جاكسون على موقع دوري الهوكي الوطني (الإنجليزية)
- هارولد جاكسون على موقع EliteProspects.com (الإنجليزية)
- هارولد جاكسون على موقع HockeyDB.com (الإنجليزية)
- هارولد جاكسون على موقع Hockey-Reference.com (الإنجليزية)